# شهرک طرح تجمیع سهل‌آباد
شهرک طرح تجمیع سهل‌آباد روستایی در دهستان شوسف بخش شوسف شهرستان نهبندان استان خراسان جنوبی ایران است.

## جمعیت
بر پایه سرشماری عمومی نفوس و مسکن در سال ۱۳۹۵ جمعیت این روستا ۲۲۵ نفر (۵۷خانوار) بوده‌است.